# Isla Ikema
La isla Ikema (en japonés: Ikemajima 池間島) está situada al norte de la isla de Miyako, en la prefectura de Okinawa, al sur del país asiático de Japón. Tiene una superficie es de 2,83 km². La isla está conectada con la también isla de Miyako, a través de un puente de que mide 1592 m. Hay un estanque en el centro de la isla. Hacia el noreste esta la playa bloque de Ikema-jima.